# Università Mount Allison
La Università Mount Allison (abbreviata Mount A oppure MtA) si trova a Sackville, Nuovo Brunswick, Canada, ha 2250 studenti provenienti da 50 paesi ed offre quasi esclusivamente corsi undergraduate (1° ciclo di studi accademici), della durata di 4 anni. Si è quasi sempre collocata (21 volte su 29) al primo posto del ranking canadese Maclean's, nella categoria undergraduate. 
Alla Mount Allison l'insegnamento è intensivo e si svolge in piccole classi composte da pochi studenti.
L'università vanta un tasso record nel mondo anglosassone di studenti premiati con la Rhodes Scholarship, designata al finanziamento di master e dottorati all'Università di Oxford. È stata linoltre la prima università dell'impero britannico ad aver conferito il titolo di bachelor ad una donna (Grace Annie Lockhart, Bacelor in Scienze, 1875). Mount Allison ha la più alta disponibonibilità patrimoniale per studente del Canada. Vi ha insegnato James Batcheller Sumner che in seguito ottenne il Premio Nobel per la chimica.  

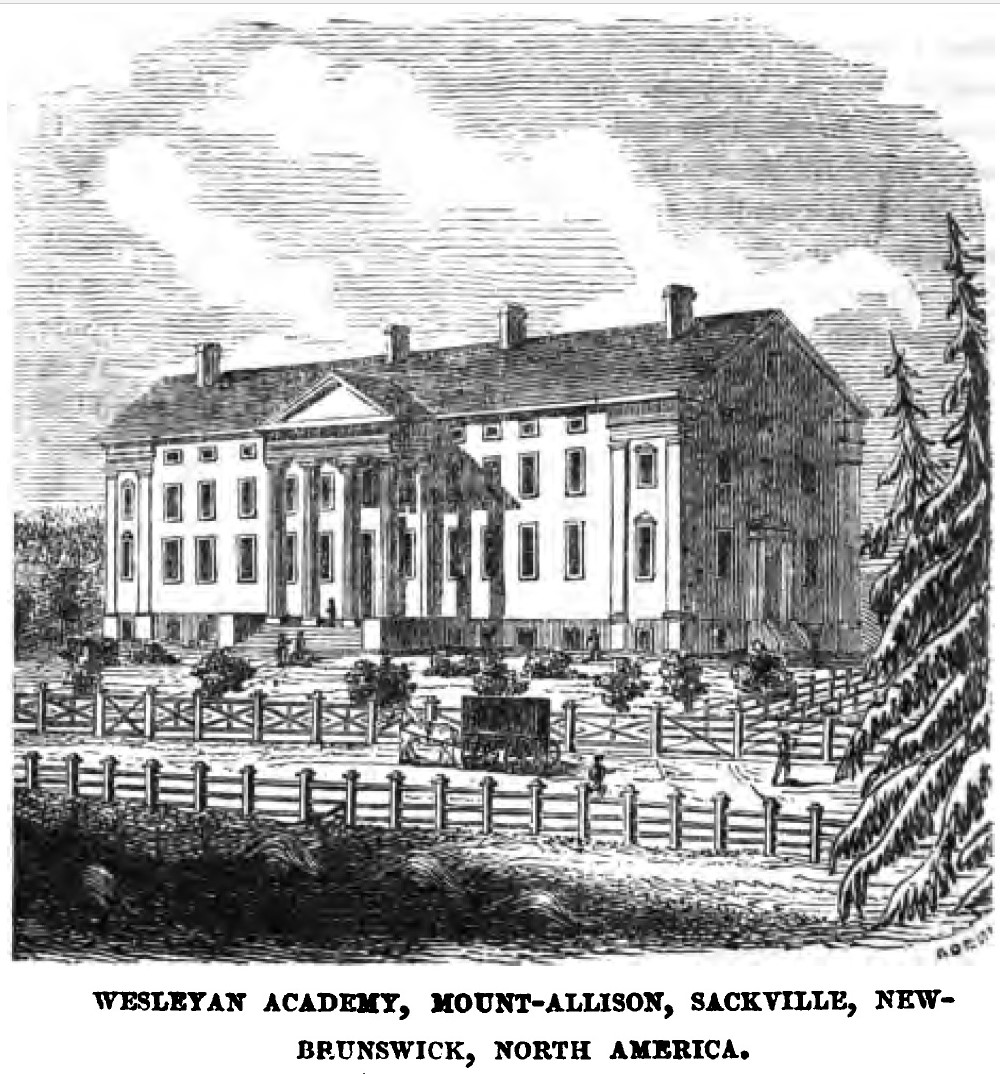
Wesleyan Academy, Mount-Allison, Sackville, New-Brunswick, North America (1852)

## Storia
Le origini della Mount Allison University risalgono all'accademia maschile fondata nel 1839 da un mercante metodista locale, Charles Frederick Allison.
Il nonno di Charles Allison era emigrato in Canada dall'Irlanda alla fine del 1700, a causa delle conseguenze di una cena con l'esattore locale del governo. Volendo fare una buona impressione su di lui, gli Allison aveva apparecchiato la tavola con l'unico bene pregiato che avevano: cucchiai d'argento. Finita la serata, l'esattore li informò che, se la famiglia poteva permettersi cucchiai d'argento, poteva certamente pagare più tasse. Gli Allison lasciarono poco tempo dopo l'Irlanda.

I cucchiai sono ora in mostra nella biblioteca dell'università.
Nel giugno del 1839, Charles Allison propose la costruzione di una scuola ai metodisti wesleiani. La proposta di comprare un terreno a Sackville, di costruire i palazzi necessari ad un'accademia, e di contribuire con finanziamenti di 100 $ l'anno per dieci anni, fu accettata, e l'accademia maschile wesleiana aprì nel 1843.
Nel 1854 fu aperta un'istituzione femminile, chiamata poi Ladies College (dall'inglese: College delle donne), che corrispondesse a quella maschile. Nel luglio 1862 fu organizzato il Mount Allison College, istituto che garantiva una certificazione. I primi due studenti, Howard Sprague e Josiah Wood, si laurearono nel maggio 1863. Nel 1875, a Mount Allison si laureò Grace Annie Lockhart, la prima donna nell'impero britannico.
Per circa un secolo, Mount Allison funzionò come somma di tre parti distinte: il collegio, l'accademia maschile e quella femminile.
La chiusura della scuola femminile nel 1946 e dell'accademia maschile 1953, coincise con un periodo di espansione dell'università vera e propria, che ottenne molto spazio in più. Con il 1958 cominciò un periodo di costruzione e di acquisizione di palazzine. In questo periodo, venne decisa la riaffermazione dello scopo iniziale: offrire una laurea (il bachelor) di alta qualità nelle arti libere, come pure continuare a garantire programmi professionali in campi ormai sviluppati sul posto.

## Istruzione
La missione ufficiale della Mount Allison University è quella di promuovere "la formazione e la diffusione della conoscenza in una comunità di apprendimento intensivo, incentrata sullo studente e somministrata in un habitat familiare e amichevole". I titoli accademici offerti sono il bachelor in Arte (Bachelor of Art), Scienza (Bachelor of Science), Commercio (Bachelor of Commerce), Belle Arti (Bachelor of Fine Arts) e Musica (Bachelor of Music) e certificati di bilinguismo. Viene inoltre offerto un Bachelor in Scienze dell'Aviazione, sviluppato in collaborazione con il Moncton Flight College.
Facoltà, dipartimenti e programmi
Facoltà di Arte (Bachelor in Arte, Bachelor in Musica, Bachelor in Belle arti)
- Studi classici
- Storia
- Inglese
- Belle arti
- Letteratura e Lingue moderne
- Musica
- Filosofia
- Psicologia
- Teologia
- Studi americani
- Studi canadesi
- Teatro

Facoltà di Scienze Sociali (Bachelor in Arte, Bachelor in Commercio)
- Antropologia
- Commercio
- Economia
- Geografia
- Politica e Relazioni Internazionali
- Sociologia
- Studi ambientali
- PPE (Filosofia, Scienze Politiche e Economia)

Facoltà di Scienze (Bachelor in Scienze)
- Biologia
- Chimica
- Biochimica
- Matematica
- Informatica
- Fisica
- Psicologia
- Aviazione (in collaborazione con il Moncton Flight College)
- Scienze ambientali
- Scienze cognitive

### Primati
Come già detto, Mount Allison è stata la prima università dell'impero britannico a laureare una donna, Grace Annie Lockhart, che ricevette il Bachelor of Science nel 1875. È stata anche la prima università a conferire un Bachelor of Arts ad una donna, Harriet Starr Stewart.
Inoltre, Mount Allison vanta la galleria d'arte universitaria più antica del Canada; è stata la prima a collegare tutto il campus alla rete ed è stata la prima ad offrire un programma di Studi Canadesi.
Infine, è tra le prime per l'installazione di servizi per studenti disabili.

## Qualità
La Mount Allison University ha sempre raggiunto i migliori posti del sondaggio annuale sulle università canadesi condotto dalla rivista Maclean's.
Nel primo sondaggio, ha raggiunto il terzo posto su tutte le università del paese, ed in seguito è stata sempre tra le prime due migliori nella categoria undergraduate.
Mount Allison ha formato più vincitori della Rhodes Scholarship per capita più di ogni altra università nel Commonwealth.

## Sport
Il nome della squadra nel campionato interuniversitario canadese è Mount Allison Mounties. La squadra di football non ha ottenuto buoni risultati negli ultimi anni, e molte sue squadre di altri sport non raggiungono un buon livello nel campionato interuniversitario. Va ricordato che l'università ha solo 2.200 studenti, e compete con altri college e piccole università.

## Campus
Gli studenti si ritrovano sempre in posti come Ducky's, il Tantramarsh Club (The Pub), Joey's, Mel's Tea Room, ed il Bridge Street Café.
Il giornale del campus, The Argosy, è stampato settimanalmente dalla Argosy Publications Inc., un'organizzazione indipendente finanziata dagli studenti attraverso un contributo annuale. La prima pubblicazione risale al 1875, facendo di questo giornale una delle pubblicazioni continue più vecchie del Canada Atlantico.
Gli studenti dell'università sono chiamati Allisonians. L'abbreviazione ufficiale, riconosciuta dal giornale del campus, è Mt. A.